# LAMP (szoftvercsomag)

The LAMP (szoftvercsomag) (itt Squid-dal együtt)

A LAMP egy betűszó, egy megoldásgyűjtemény, általában szabad és nyílt forrású szoftver (FLOSS), melyet dinamikus weboldalak és szerverek futtatásához használnak a Linux operációs rendszerben. A név a következőkből származik:
- Linux, egy Unix-szerű operációs rendszer.
- Apache HTTP Server, egy szabad szoftver/nyílt forrású webszerver, jelenleg a legnépszerűbb.
- MariaDB vagy MySQL, egy többszálas, többfelhasználós SQL adatbázis-kezelő rendszer (DBMS), a Oracle Corporation  tulajdonában, több mint 11 millió letöltéssel.
- Perl, PHP vagy Python: CGI programozási nyelvek; visszatekintésre alkalmas programozási nyelvek, amit eredetileg dinamikus weboldalak gyártására terveztek. A PHP-t leggyakrabban szerveroldali alkalmazásoknál használják, de parancssorból/konzol alól is használható, vagy önálló grafikus alkalmazásoknál.

## Változatok és alternatívák
Néha Perlt vagy Pythont használnak PHP helyett, és gyakran ugyanúgy utalnak rá, mint LAMP. Néhány fejlesztő értelmezésében az M a mod perl-re, vagy a mod python-ra utal, a P pedig a PostgreSQL-re, megcserélve az M-met és a P-t a szerepükben. A „LAMR” betűszót ritkán használják, ilyenkor a Ruby on Rails-t veszik hozzá a PHP helyett.
Egy lehetséges feltelepítési módja Debian Linux alatt, ha a konzolban az alábbi parancsokat adjuk ki:
```
apt-get update
apt-get install apache2 php5 mysql-server

```

## Lásd még
- WAMP, XAMPP – hasonló alkalmazásszerver-keretrendszerek Microsoft Windows és más operációs rendszerekhez
- További adatbáziskezelő rendszerek
- Nagios – monitorozó eszköz
- Snort –  egy illetéktelen hálózati behatolást jelző rendszer
- RRDtool
- phpMyAdmin